# 家兔
家兔是指已经被人类驯化了的兔子。目前只有由穴兔存在驯化種群。

## 起源及演化
家兔来源于野生的穴兔，这种动物大约在3000年前从西班牙扩散至地中海的各个岛屿。虽然同岩兔相比，家兔的耳朵更长尾巴更短，但两者拥有相同的线粒体DNA。比较主流的看法是，世界各地的家兔都起源于欧洲，特别是西班牙和法国等地。中世纪的法国僧侣们为了食用而驯养了野生的穴兔，然后再逐渐通过丝绸之路传向东方的亚洲国家。考虑到东亚国家在早期的史书中就记载了家养兔，部分学者持有“家兔起源多中心说”的观点，但他们对这些记载的解读遭到了其他学者的批驳。王娟指出：汉代“兔苑”里的兔子是放养的野兔，类似野生动物园中的野生动物；“雉兔同笼”中的山鸡和野兔只是关在笼中的猎物；谢承《后汉书》的“兔产于床下”是和“赤乌巢于屋梁”并列的异象，范晔《后汉书》的“有菟驯扰其室傍”是和“木生连理”并列的奇观；这些均不能视为可靠的驯化记录。而对中国家兔做的线粒体DNA研究则表明，即便考虑了曾经发生的杂交，中国本地家兔和欧洲家兔之间仍具有显著的联系。大约在19世纪的早期，家兔才从欧洲被引入美洲大陆。1859年家兔从英国被带入澳大利亚，因为当地植物资源丰富而又没有天敌，部分逃到户外的家兔成为了野兔，再加上兔子的繁殖力本来就很高结果造成了其数量激增，直到一百多年后利用涎瘤炎病毒控制住。

## 生物学特征

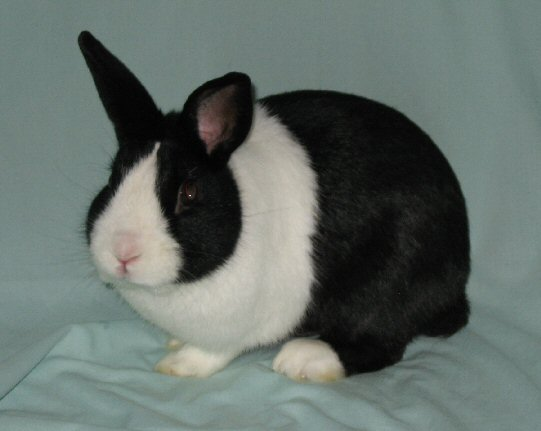
黑白相间的荷兰兔

由于人类在培养过程中进行的人为选择，不同品种的家兔在外形上形成了一定的差异。大型的家兔如公羊兔，体重可达8千克。而体型较小的荷兰侏儒兔，成年时的体重还不到1千克。家兔是体温恒定的哺乳动物，正常体温为39℃，脉搏为每分钟250次。大约在6个月内达到性成熟，妊娠期约30天，每年最多可产6胎，每胎最多产4只，一对家兔一年最多可产下20多只幼仔。平均寿命约为8年，最长则可达15年。
家兔上唇分裂，称为兔唇，因而常暴露出上门齿。作为兔形目动物，家兔的门齿一生都在不停地生长。其上颚有2对门齿、3对前臼齿、3对后臼齿，第一对门齿尤为突出。下颚同上颚相比，各减少一对门齿和前臼齿，正常情况下家兔有28颗牙齿。家兔眼球很大，体积可达5、6立方厘米。虹膜内有色素沉淀，白色家兔因为没有色素，因而直接显示出血管的红色。
小肠长度约2.5米，盲肠0.6米，大肠1.6米，肠道的总长度达身体长度的15倍以上。家兔的盲肠是消化纤维素的主要场所，类似于牛的瘤胃，家兔的盲肠内有微生物群。因而盲肠常呈酸性环境，而回肠（小肠末端）和盲肠之间有一个膨大组织圆球囊可分泌碱性体液。家兔前肢短，肘部向后弯曲，前爪有5趾。后肢长而强壮，膝部向前弯曲，后爪4趾，第一趾退化，善于奔跑和跳跃。家兔全身被毛，它的毛发由柔软的绒毛、坚硬的针毛和唇部附近敏感的触须构成。刚生下来的幼兔没有毛发，一个月后长出乳毛，大约3个月后脱去乳毛长出新毛，4个月至半岁左右再次换毛，这次换毛可视为家兔成年的标志。
得益于外突的眼球，家兔单只眼睛的水平视觉范围约为192°，垂直范围180°。鼻子前面30°左右的范围内能产生立体感，但这其中距离鼻尖10厘米左右的范围内为两眼都不能看到的盲点。不过兔子唇部附近的触须非常敏感，可以用来探知食物及障碍物的存在。相较于家兔广阔的视觉范围，它的视觉深度以及辨别近处物体的能力并不高，辨别颜色的能力也颇为糟糕。
家兔听觉敏锐，其听觉的频率范围是大约64Hz到64000Hz，其中1000至16000Hz是最为敏感的范围，在这个范围内家兔能分辨出大约3分贝左右的声音。大多数的家兔品种都有一双大耳朵，这对耳朵可以根据声音来源的方向进行转动。
在家兔的鼻腔中分布着大约1亿个嗅觉细胞，它敏锐的嗅觉主要用来分辨不同个体的同类或是其他生物。类似于人类，家兔也能品尝出酸、甜、苦、鹹，其数千个味觉细胞主要分布在口腔和喉头内。
雄性家兔同雌性相比，头部更大，胸部肌肉更厚实。当然最显著的区别还是两者的性器官不同，雄性生殖器为睾丸与输精管。睾丸呈椭圆形，长约为35毫米，宽15毫米。雌性为阴道与子宫，家兔拥有两个子宫，共用同一个阴道。家兔的子宫结构简单，没有子宫角和子宫体，形状类似口袋，长约7厘米，宽3、4毫米。家兔属于刺激性卵，成熟的卵子经由雄兔的交配刺激才会排出，否则就会被卵巢吸收。
家兔卵子直径120微米左右，受精时间约6-8个小时。哺乳期40多天，乳腺6-8对数量不等，大多分布在胸部和腹部。

## 行為
草食性的兔子胆小、敏感。容易被外界惊动，白天时活动量小，通常以静卧休眠为主。而夜晚则相对活跃，大部分的进食和饮水活动也都是发生在晚上。它们有三组腺体，分别是下巴腺、肛门腺和鼠蹊腺。家兔会利用它们的腺体标明自己的领地，雄兔尤为明显。当外来者入侵时，通常会引发争斗行为。用下巴擦东西，喷尿和大便都是家兔用来划分地盘的方式。此外，母兔也会利用体腺为自己的幼兔进行标记。家兔会用各种动作同同类进行交流，例如它们原地跳跃时是愉悦的表现，用脚尖站立则是危险、警告或是生气的表现。
在很多人的刻板印象中，兔子喜歡吃紅蘿蔔，但事實上紅蘿蔔不是兔子理想的食物，甚至吃太多紅蘿蔔會讓兔子生病，而兔子真正主要的食物是乾牧草和專用飼料。不過兔子與紅蘿蔔的这一组合，如同老鼠喜食乳酪一样，已深植人心，成了常見的刻板印象，並经常用在寓言、笑話、動漫插畫設計甚至管理学中。
家兔后腿肌肉发达，通常是用跳跃而不是奔跑的方式快速前进，其跳跃速度大约为每秒15至20米。
家兔白天所排的粪便，大多是坚硬乾燥的颗粒状，这是因为晚间进食较少。而晚间所排出的团状油黑软粪便则是白天大量进食后消化的残余物，软便含有更多的粗蛋白和水溶性维生素。家兔结肠肌的收缩，会将晚间内容物的纤维物质快速排出成为硬粪，而非纤维物质则会被反送回盲肠。等到白天消化剩下的内容物再度进入结肠时则会被结肠壁分泌的黏液包裹。有时家兔吞食自己的软便，这样可以继续消化吸收软便中的营养物质。软粪外面包裹的黏液使得其无法被酸性的胃消化，却能被碱性的肠道吸收。
过了青春期之后，家兔就可以进行生殖活动，在进行性行为之前，雄兔可能会先进行一系列的追求活动，例如舔、闻，为雌兔理毛，绕圈转等等。发情的雌兔也会有所表现，对于养在笼子内的家兔来说可能就是用后肢、下颚磨蹭笼子等。正常情况下交配在几分钟内即可完成，当雌兔几天后就要生产时会利用草和自己胸腹部的体毛建筑巢穴。分娩活动在半小时内就可结束，家兔哺乳时间短，通常不过几分钟。家兔还有一种假孕现象，通常发生在交配失败之后。假孕的母兔会有子宫壁增厚、黄体形成、泌乳等生理现象，也有拒绝交配、筑巢等行为，但是并不会产下幼兔。假孕持续时间短，通常只有正常怀孕的一半，假孕结束后母兔仍可进行正常的生殖活动。

## 疾病
家兔的传染性疾病可由微生物与寄生虫引起。一些常见微生物都可导致家兔发病。如大肠杆菌会造成胃黏膜脱落、肠道出血导致死亡。金黄葡萄球菌可引发皮肤、乳房、肠道等多种炎症，严重时也会致死。多杀性巴氏杆菌也可造成鼻、肺、中耳、眼结膜等多处发炎，通常在家兔免疫力低下时才发作，还可以引发其它的并发症造成家兔死亡。传染性口腔炎则是一种由病毒引起的疾病，染病家兔口腔、舌上出现溃疡、水泡乃至黏膜出血。此病会影响家兔的食欲，有时也会造成死亡。
病毒也会造成各种危害巨大的传染病，如19世纪末发现的兔粘液瘤病，该传染病由兔粘液瘤病毒引起，死亡率达95%以上，主要通过跳蚤、蚊子等昆虫传播。兔病毒性出血症，也称兔瘟是一种出现得相对较晚的病毒性传染病，1984年首次在中国大陆发现，之后向世界各地蔓延。死亡率可达90%至100%，发病快，主要通过接触传播。患病家兔孔窍流血，脏器上出现血点，此病主要使用血清治疗和疫苗预防。
由兔螺旋体引起的性病也称兔梅毒，虽不会严重到造成死亡，但对于家兔繁殖能力影响很大。
对家兔影响最大的寄生虫是球虫，它们主要寄生在家兔体内肠道、肝脏等处。通常4个月以下的幼兔发病率、死亡率较高，成年家兔感染后不会发作但仍然可成为传染源。寄生在家兔皮肤表面的蚧螨和痒螨则会引起疥癣病，这种传染病会造成家兔脱毛、不能正常采食，逐渐消瘦至死。
除了各种传染性疾病外，家兔还可能会因为缺乏必要的维生素、微量元素等导致吞食自己的毛、吃土。如果家兔不断生长的门齿不能得到有效控制，家兔也可能会啃咬笼子。

## 用途

### 肉用

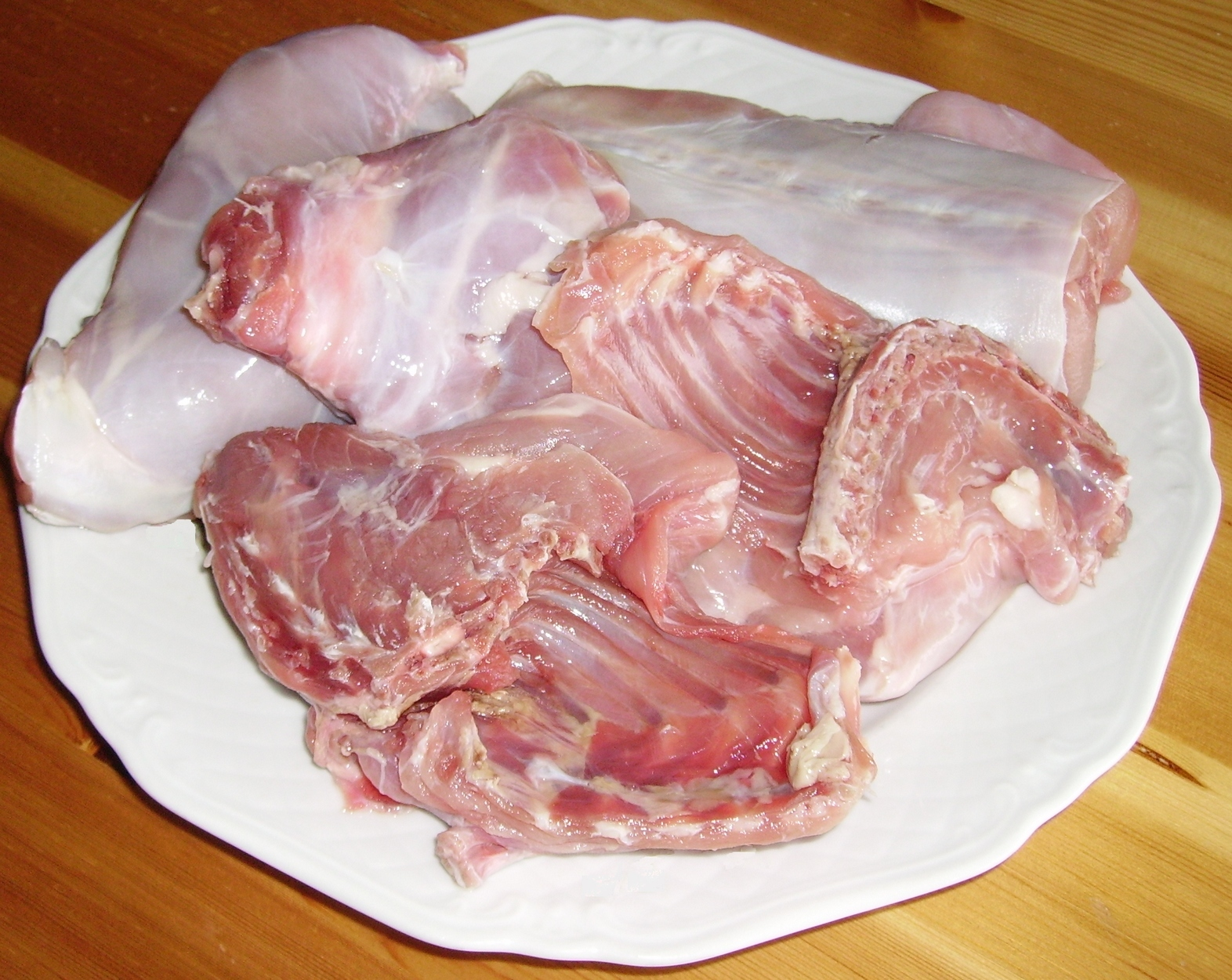
生兔肉

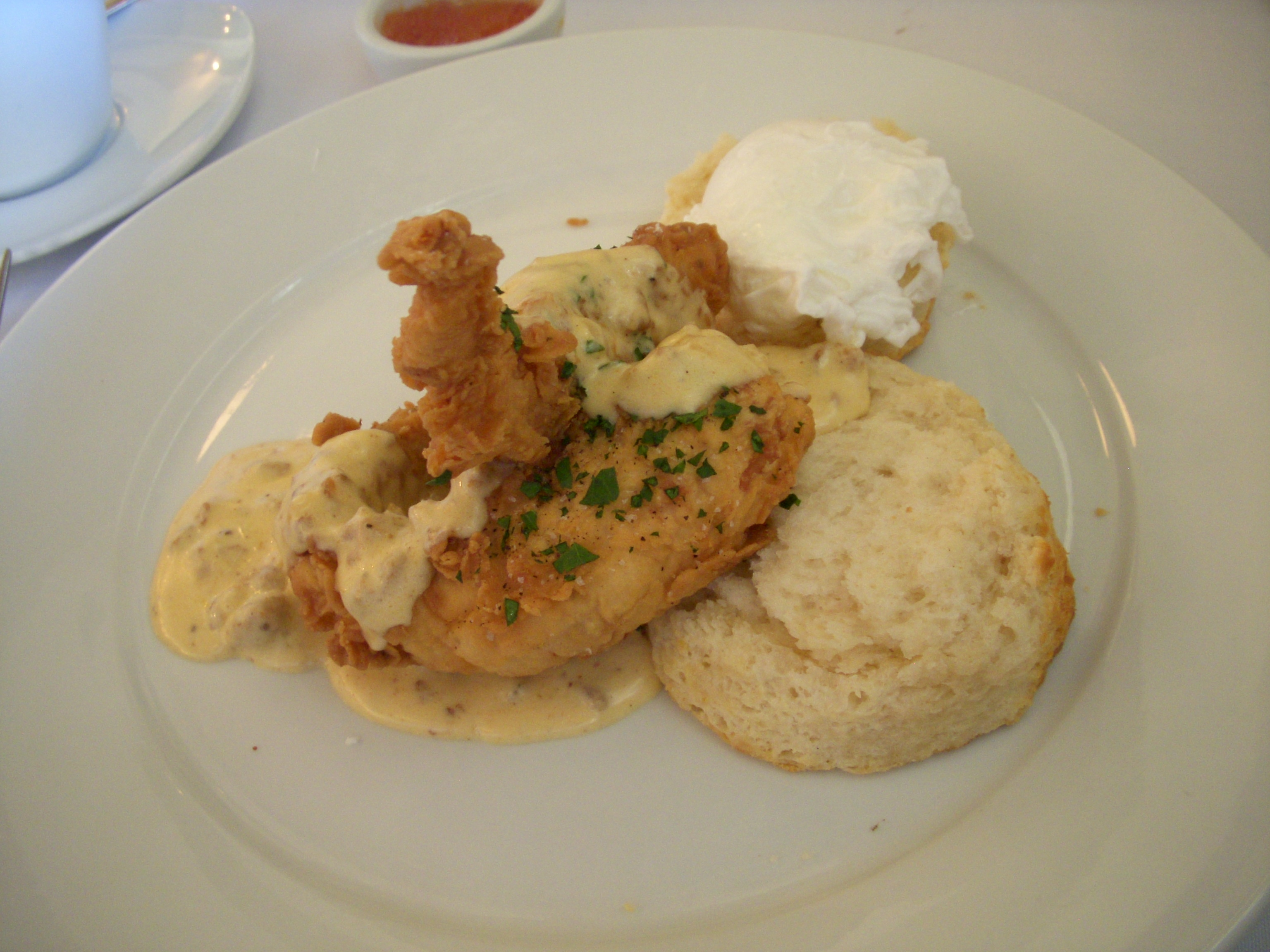
一盤炸兔肉

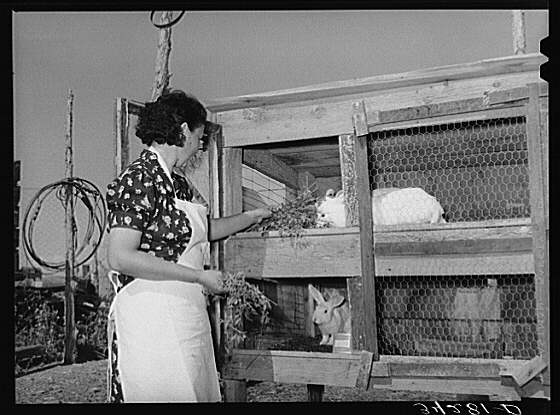
美國經濟大蕭條時期被養來做補充食物來源的兔子

兔肉嘗起來像雞肉，而且兔肉脂肪少、膽固醇低，是一種優良的健康肉類；此外，兔肉在很多國家，是種非常常見的肉類食物，在全球範圍內，兔子也是僅次於雞、鴨和豬，最常被屠宰取肉的動物，在2013年，全球有超過11億七千萬隻兔子被屠宰取肉。被養來吃的兔子稱作肉兔。
兔子的可愛外貌使得許多人一開始無法接受兔肉；雖然兔屬於中華民國「畜牧法」所規範的家畜之一，但是台灣仍然發生有飯店業者推出兔肉料理導致動保人士反彈的情況，有學者認為這代表台灣雖然自稱有著多元文化的社會，卻往往流於理盲民粹。
民間許多人誤以為兔肉產業是低飼養成本且超高換肉率，致使許多人誤以為可以用養兔來解決飢荒，其實這是很大的錯誤，事實上從來沒有一個國家成功用這種方式解決飢荒過。根據統計資料顯示，以高穀物飲食飼養的肉兔，其飼料轉換率（換肉率、FCR）為2.5至3.0，僅以草料飼餵的兔子換肉率則將近4.0(與肉豬差不多)。目前全球經濟動物的平均飼料轉換率由高至低分別為：肉牛約8.0、肉豬4.0、白肉雞2.0，水產動物則為1.6。由於數字越小代表轉換效率越好，所以事實上就算以專業飼養的肉兔，實際換肉率也是不如家禽（雞的換肉率為2.0）以及水產動物（1.6），甚至兔肉產業若要將肉兔養到FCR3以下的數值，還必須先給兔子餵食大量的「穀物糧食」，這對飢荒地區的物資運用是很沒意義的。

### 皮毛用

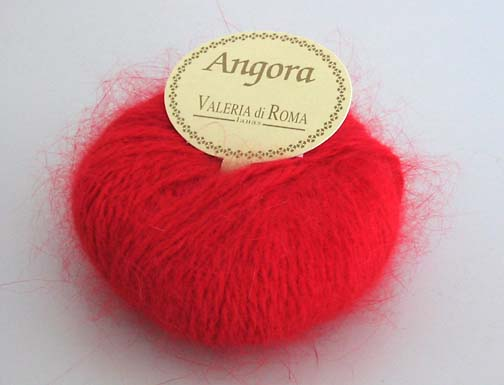
一團兔毛

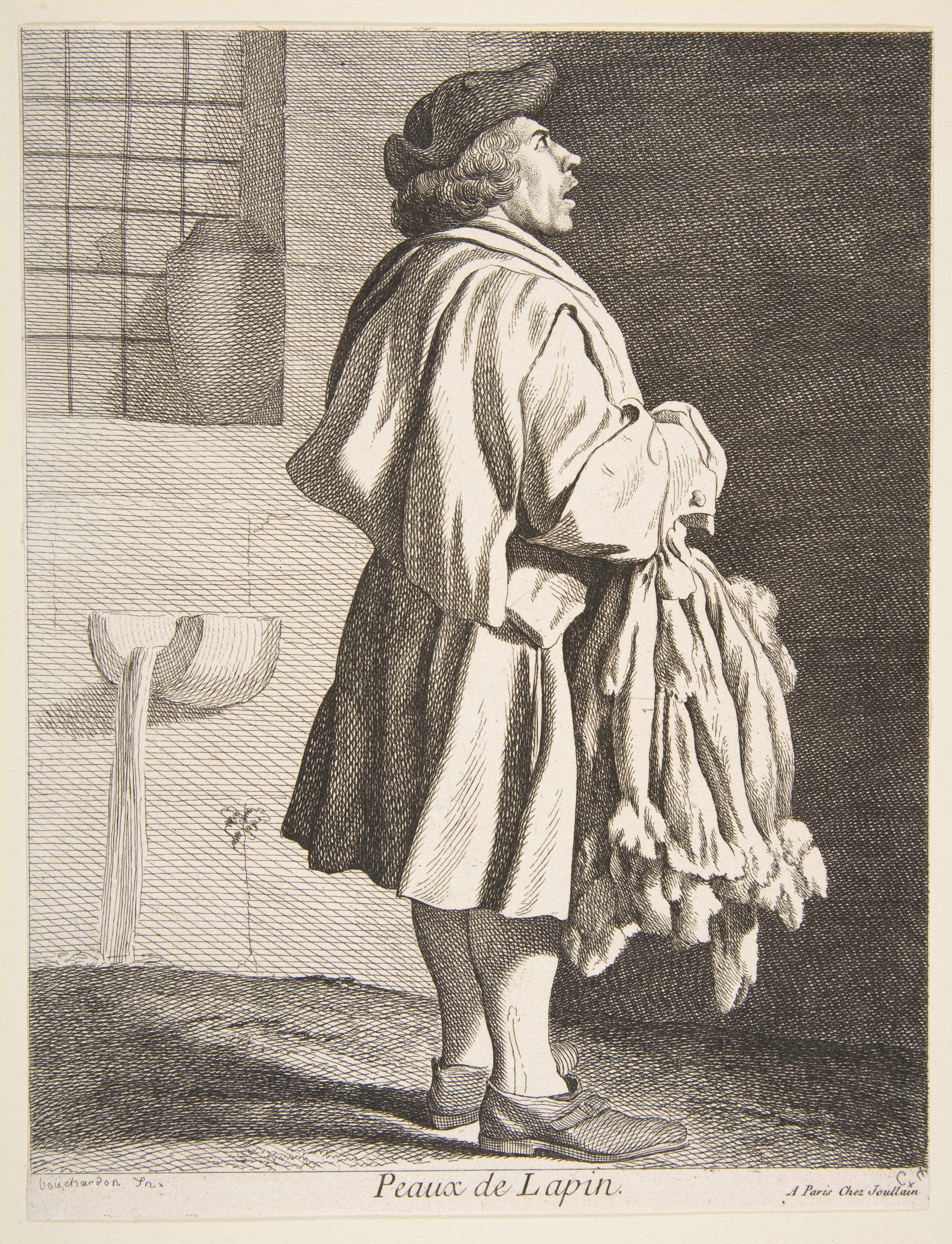
Edme Bouchardon於1737年所繪製的「兔子皮」（Peaux de Lapin）

常被養來取毛的兔子品種有安哥拉兔、美國垂耳兔和澤西長毛兔等；然而，由於美國垂耳兔和澤西長毛兔都是矮種兔之故，因此只有體型較大的安哥拉兔品種如英國安哥拉兔、缎毛安哥拉兔、大型安哥拉兔和法国安哥拉兔等才會被養來作為商業毛用兔。毛用兔的長毛常被修剪、梳理和拔除，並在取下後製成纱线，好用於各式各樣的產品中。安哥拉兔毛製成的毛衣在很多服飾店當中都可以買到，且兔毛常和其他動物的毛混紡。兔毛的保暖能力是羊毛的2.5倍。
常被養來取皮用的兔子品種有雷克斯兔、金吉拉兔和缎毛哥拉兔等等，其中雷克斯兔的皮毛有著毛絨的質地，缎毛哥拉兔的皮毛有著閃亮的顏色，而金吉拉兔地皮毛則有著獨特的花樣。白兔的毛皮可能會染成多種非自然的顏色，在工業上，被養來取皮用的兔子會被餵以能發展出健全皮毛的飲食，並在皮毛達致最佳狀態時被剝皮，而兔子皮毛要達到最佳狀態所需要的時間，比肉兔長大到能宰殺的時間要來得長。在世界各地，兔子皮都被用於當地或商業性的紡織工業當中。

### 實驗用

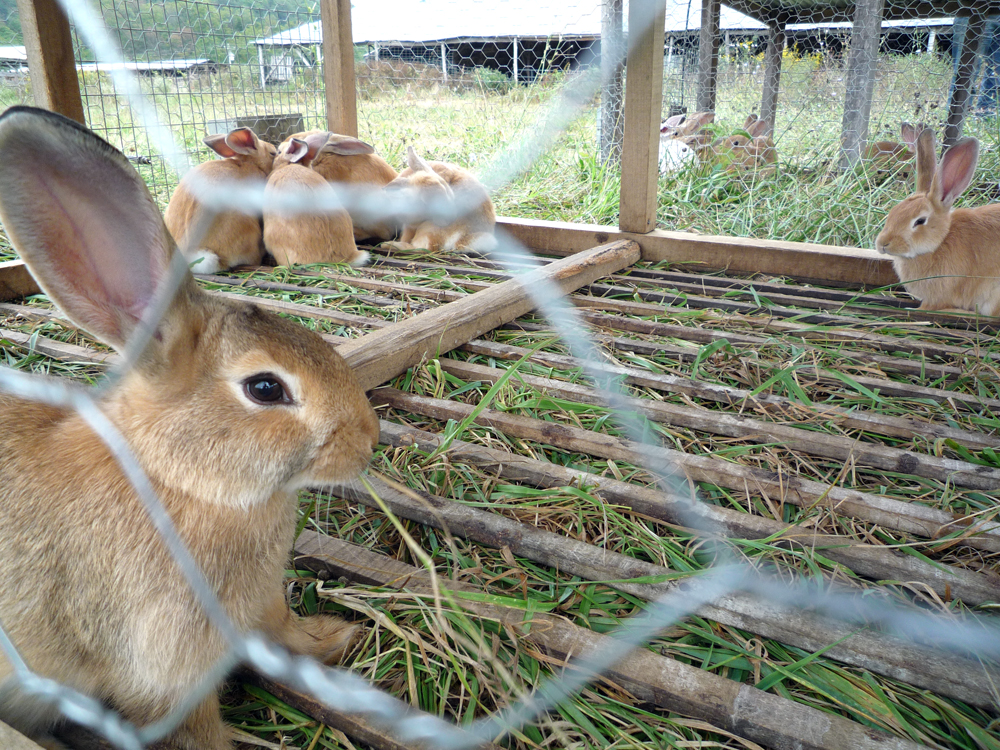
在美國維吉尼亞州斯沃普（Swoope）的波麗費斯農場（Polyface Farm）當中，放養於有可移動圍籬的牧場當中的兔子。

兔子在過去和現在都被用於實驗室當中，兔子常被用於生產疫苗抗體，以及在毒物學上研究各種物質對人類男性生殖系統的影響。在1972年，在美國有450,000隻兔子被用於實驗，到了2006年，這數字減為240,000隻。紐西蘭兔是最常被養來用於研究和測試的兔子品種。根據美國國家衛生院出版的《環境衛生前景》的說法，兔子「在研究化学物质和其他刺激物對男性生殖系統的影響方面，是一種極度重要的模型生物。」另外根據美國保護動物協會（Humane Society）的說法，兔子也大量被用於支氣管氣喘、中風預防療法、囊腫性纖維化、糖尿病和癌症等的研究當中。
將兔子用於德萊茲測試這種化妝品動物測試當中的作法，已被一些動物權團體給視為動物試驗當中對動物的殘忍行為的一個例子。白兔常被用於德萊茲測試當中，是因為白兔的眼淚較其他動物來得少，且眼睛缺乏色素使得藥品潛在的影響較容易觀察所致。

## 品種
可以按體型大小分為小型兔、中型兔、大型兔和巨型兔等。或是按毛長分為長毛兔及短毛兔。
以下根據美國家兔育種協會和英国兔子協會的分類:
- 安哥拉兔 - Angora
  - 英國安哥拉兔 - English Angora
  - 法國安哥拉兔 - French Angora
  - 大型安哥拉兔 - Giant Angora
  - 緞毛安哥拉兔 - Satin Angora
- Argente
  - 香檳兔 - Champagne d'Argente
  - 奶油兔 - Creme d'Argente
- 比華倫兔 - Beveren
- Blanc de Hotot
- Britannia Petite
- 加利福尼亞兔 - Californian
- 巨型紋路兔 - Checkered Giant
- 金吉拉兔 - Chinchilla
  - 美國金吉拉兔 - American Chinchilla
  - 巨型金吉拉兔 - Giant Chinchilla
  - 標準金吉拉兔 - Standard Chinchilla
- 玉桂兔 - Cinnamon
- 荷蘭兔 - Dutch
- 侏儒海棠兔 - Dwarf Hotot
- 英國斑點兔 - English Spot
- 巨型花明兔（英语：Flemish Giant rabbit） - Flemish Giant rabbit
- 佛羅里達州大白兔 - Florida White
- 夏溫拿兔 - Havana
- 喜馬拉雅兔 - Himalayan
- 澤西長毛兔 - Jersey Wooly
- 拉拿兔 - Lilac
- 獅子兔 - Lionhead (只限RBC)
- 垂耳兔 - Lops
  - 美國垂耳兔 - American Fuzzy Lop
  - 英國垂耳兔 - English Lop
  - 法國垂耳兔 - French Lop
  - 荷蘭垂耳兔 - Holland Lop
  - 美國迷你垂耳兔 - Mini Lop
  - 英國迷你垂耳兔 - Miniature Lop（只限RBC）
- 迷你雷克斯兔 - Mini Rex
- 荷蘭侏儒兔 - Netherland Dwarf
- 紐西蘭兔 - New Zealand
- 柏魯美路兔 - Palomino
- 波蘭兔 - Polish
- 雷克斯兔 - Rex
- 維蘭特兔 - Rhinelander
- 緞毛兔 - Satin
- 銀狐兔 - Silver Fox
- 銀貂兔 - Silver Marten
- 黃褐兔 - Tan
- Thrianta
- 比利時野兔

### 引用
1. ↑  Hajer ENNAFAA， Monique MONNEROT ，Amel EL GAAÏED，J.C.  MOUNOLOU.  (PDF). génét.sél.evol. 1987, 19 (3): 279–288 （英语）.
2. 1 2  . American Livestock Breeds Conservancy.   [2010-11-20]. （原始内容存档于2010-11-16） （英语）.
3. ↑  . 中教育星资源平台.   [2010-11-21]. （原始内容存档于2011-05-21） （中文）.
4. ↑  王娟. . 中国农史. 2023, 42 (1): 3–22.
5. ↑   (PDF). 中国畜牧杂志. 2010, 46 (11).[永久]
6. ↑  J.-R. Long, X.-P. Qiu, F.-T. Zeng, L.-M. Tang，Y.-P. Zhang.  (PDF). Animal Genetics. 2004, 34: 82–87  [2010-11-19]. （原始内容存档 (PDF)于2006-05-19） （英语）.
7. ↑  宋宗水.  (PDF). 中国农业资源与区划. 2004, 25 (1): 11–14 （中文）.[永久]
8. ↑  . 农博网. 2005年7月12日  [2010-11-21]. （原始内容存档于2007-08-09） （中文）.
9. 1 2  韩崇选，杨学军，王明春，杨清娥.  (PDF). 西北林学院学报. 2002, 17 (3): 48–52. 1001—7461(2002)03—0048—05 （中文）.[永久]
10. ↑  . 医学全在线. 2007-12-02  [2010-11-21]. （原始内容存档于2015-01-22） （中文）.
11. ↑   (PDF).[永久]
12. ↑  刘敬花、卢　海. . 首都医科大学学报. 2009, 30 (3): 347–351. doi:10.3785/j.issn.1006-7795.2009.03.019 （中文）.
13. ↑  . 食品伙伴网. 2008-10-27  [2010-11-21]. （原始内容存档于2009-01-10） （中文）.
14. 1 2  . 优尔生科技股份有限公司.   [2010-12-05]. （原始内容存档于2016-03-04）.
15. ↑  . Wisconsin House Rabbit Society.   [2010-11-25]. （原始内容存档于2010-08-20） （英语）.
16. ↑  Henry Heffner，Bruce  Masterton.  (PDF). Acoustical Society of Americ. 1980, 68 (6): 1584–1599  [2010-11-25]. （原始内容存档 (PDF)于2010-08-02）.
17. ↑  April Metroulas. . pet place.   [2010-11-25]. （原始内容存档于2011-08-15）.
18. ↑  . hartz.   [2010-11-25]. （原始内容存档于2010-10-23） （英语）.
19. 1 2  . 养兔子. 2010-07-12  [2010-12-05].[永久]
20. ↑  . 生物在线. 2006-09-17  [2010-11-25]. （原始内容存档于2016-03-05） （中文）.
21. ↑  . 合肥市哈多多兔业科技有限公司. 2010-07-04  [2010-12-05]. （原始内容存档于2012-01-29）.
22. 1 2 3  . 中国实验动物信息网. 2008-08-13  [2010-12-05].[永久]
23. ↑  . 山东金秋兔业公司. 2010-03-09  [2010-12-05].[永久]
24. ↑  寵物中心. . ETtoday新聞雲.   [2010-12-05]. （原始内容存档于2017-08-05）.
25. ↑  Robert Cohen. . hyper text book. 2017-05-04  [2020-08-31]. （原始内容存档于2020-07-03） （英语）.
26. ↑  . 养殖第一站.   [2010-12-05]. （原始内容存档于2016-03-09）.
27. 1 2  . 养兔与营销服务网. 2010-02-05  [2010-12-24]. （原始内容存档于2016-03-04）.
28. ↑  . 国家质量监督检验检疫总局动植物检疫监管司.   [2010-12-24].[永久]
29. ↑  鄺懋勁、林淑民、曾瑤芬、林春基、林士鈺.  (PDF). 行政院農業委員會家畜衛生試驗所研究报告. 2000, 36: 39–46  [2010-12-24]. （原始内容 (PDF)存档于2016-03-04） （中文（繁體））.
30. ↑  . 养兔与营销服务网. 2010-02-05  [2010-12-24]. （原始内容存档于2016-03-04） （中文）.
31. ↑  . 农博特养. 2009年6月17日  [2010-12-24]. （原始内容存档于2011-08-20）.
32. ↑  . 赣州新农村建设网. 2008-05-26  [2010-12-24]. （原始内容存档于2009-04-09）.
33. ↑  . 行政院農業委員會.   [2015-01-02]. （原始内容存档于2019-05-11）.
34. ↑  . www.fao.org.   [2019-10-25]. （原始内容存档于2017-05-11）.
35. ↑  . 東森新聞雲. 2010-05-10  [2015-01-02]. （原始内容存档于2015-01-02）.
36. ↑  . 行政院農業委員會. 2014-12-15  [2015-11-11]. （原始内容存档于2016-09-15）.
37. ↑  . 聯合新聞網. 2014-12-17  [2015-01-02]. （原始内容存档于2015-01-02）.
38. ↑  . 中央社. 2014-12-17  [2015-01-02]. （原始内容存档于2014-12-17）.
39. ↑  . 民報. 2014-12-30  [2015-01-02]. （原始内容存档于2015-01-01）.
40. ↑  . time.rabbit.org.tw.   [2021-02-01]. （原始内容存档于2021-10-03）.
41. ↑  . time.rabbit.org.tw.   [2021-02-01]. （原始内容存档于2021-04-22）.
42. ↑  . time.rabbit.org.tw.   [2021-02-01]. （原始内容存档于2020-09-27）.
43. ↑   （页面存档备份，存于） [需要完整来源]
44. ↑  Kulpa-Eddy, Jodie; Snyder, Margaret; Stokes, William.  (PDF). AATEX (Japanese Society for Alternatives to Animal Experiments). 2008, (14, Special Issue: Proceedings of the 6th World Congress on Alternatives & Animal Use in the Life Sciences, August 21–25, 2007): 163–165  [October 3, 2015]. （原始内容 (PDF)存档于2012-03-13）.
45. ↑  Morton, Daniel. . Environmental Health Perspectives (U.S. National Institutes of Health). April 1988, 77: 5–9. JSTOR 3430622. PMC 1474531 . PMID 3383822. doi:10.2307/3430622.
46. ↑  Prinsen, M. K. . Toxicology in Vitro. 2006, 20 (1): 78–81. PMID 16055303. doi:10.1016/j.tiv.2005.06.030.
47. ↑  . ScienceDirect: 673–747. 2018-01-01  [2020-06-11]. doi:10.1016/B978-0-12-809841-7.00022-8. （原始内容存档于2020-06-11）.
48. ↑  . PETA. 2010-06-23  [2020-06-11]. （原始内容存档于2020-06-09）.
49. ↑  . Scientific American. 2009-08-06  [2020-06-11]. （原始内容存档于2020-06-11）.
50. ↑  Dawn, Karen. . New York: HarperCollins. 2008: 239–40  [March 12, 2013]. ISBN 978-0-06-135185-3.